# Індивідуальний привід коліс

Концепція (вид зверху): у транспортному засобі двигуни від M1 до M4 незалежно приводять у рух відповідні колеса, можливо, через відповідні механізми передач.

Індивідуальний привід коліс (англ. Individual wheel drive, IWD) — колісний транспортний засіб із приводом, який дозволяє всім колесам отримувати крутний момент від кількох двигунів, незалежних один від одного. Цей термін було введено для визначення тих електромобілів, у яких кожне колесо приводиться в рух окремим електродвигуном, на відміну від звичайних диференціалів.

## Характеристики
Ці транспортні засоби за своєю суттю мають низку вбудованих характеристик, які зазвичай приписують повнопривілним автомобілям або автомобілям із широкими системами керування. Ці характеристики можуть бути:
- Повний привід, тобто розподіл доступної потужності на всі колеса чотириколісного автомобіля.
- Антиблокувальна система гальм
- Протиковзальна система

### Інші особливості
- Якщо один двигун виходить з ладу, інші двигуни мають достатню потужність, щоб везти автомобіль до найближчої ремонтної майстерні
- Низькі витрати
- Простіша заміна двигунів
- Немає центральної коробки передач
- Немає механічних диференціалів і блокувальників
- Відсутність довгих і важких карданних валів
- Можливість поворотів на місці за принципом танка/інвалідного візка шляхом обертання ведучих коліс у протилежних напрямках
- Миттєве перемикання між конфігураціями переднього, заднього та повного приводу

Двигуни, які використовуються в цих транспортних засобах, зазвичай є двигунами втулки коліс, оскільки в цьому випадку не потрібні компоненти трансмісії. Також можливі альтернативні компонування з внутрішніми двигунами та приводними валами.

## Гідравлічний привід коліс
Гідравлічні приводи коліс мають багато тих же функцій, що й електричні приводи коліс. Вони також не потребують центральної коробки передач, механічних диференціалів, карданних валів і забезпечують миттєве перемикання між переднім, заднім і повним приводом. Гідравлічні індивідуальні приводи коліс є стандартними для різних машин, таких як газонокосарки з нульовим поворотом, багаторазові підйомники/ фронтальні навантажувачі та вилкові навантажувачі. Гідравлічні приводи в основному зустрічаються в машинах, які здатні обертатись на місці, тобто з виключно малим діаметром повороту, і перемикатися між режимами вперед і назад без перемикання передач, наприклад, газонокосарки та вантажне обладнання.

## Приклади
- Yangwang U8